# Mistrzostwa Europy w Boksie 1979
XXIII Mistrzostwa Europy w Boksie (mężczyzn) odbyły się w dniach 5–12 maja 1979 w Kolonii. Po raz pierwszy walczono w dwunastu kategoriach wagowych (doszła superciężka ponad 91 kg). Startowało 156 uczestników z 23 państw, w tym dwunastu reprezentantów Polski.

## Medaliści

### Waga papierowa
| Złoto               | Srebro              | Brąz                                           |
| ------------------- | ------------------- | ---------------------------------------------- |
| Szamil Sabirow ZSRR | Dietmar Geilich NRD | András Rózsa Węgry · Georgi Georgijew Bułgaria |

### Waga musza
| Złoto                   | Srebro              | Brąz                                        |
| ----------------------- | ------------------- | ------------------------------------------- |
| Henryk Średnicki Polska | Daniel Radu Rumunia | Aleksandr Dugarow ZSRR · Frank Kegebein NRD |

### Waga kogucia
| Złoto                 | Srebro                       | Brąz                                          |
| --------------------- | ---------------------------- | --------------------------------------------- |
| Nikołaj Chrapcow ZSRR | Dymityr Pelichwanow Bułgaria | Georg Vlachos RFN · Philip Sutcliffe Irlandia |

### Waga piórkowa
| Złoto               | Srebro                      | Brąz                                                  |
| ------------------- | --------------------------- | ----------------------------------------------------- |
| Wiktor Rybakow ZSRR | Caczo Andrejkowski Bułgaria | Kazimierz Przybylski Polska · Carlo Russolillo Włochy |

### Waga lekka
| Złoto                    | Srebro          | Brąz                                           |
| ------------------------ | --------------- | ---------------------------------------------- |
| Wiktor Diemjanienko ZSRR | René Weller RFN | Richard Nowakowski NRD · Dragomir Ilie Rumunia |

### Waga lekkopółśrednia
| Złoto                  | Srebro                | Brąz                                          |
| ---------------------- | --------------------- | --------------------------------------------- |
| Sierik Konakbajew ZSRR | Patrizio Oliva Włochy | Caroly Hajnal Rumunia · Karl-Heinz Krüger NRD |

### Waga półśrednia
| Złoto            | Srebro                     | Brąz                                             |
| ---------------- | -------------------------- | ------------------------------------------------ |
| Ernst Müller RFN | Sreten Mirković Jugosławia | Ionel Budușan Rumunia · Kalevi Kosunen Finlandia |

### Waga lekkośrednia
| Złoto                        | Srebro                | Brąz                                                    |
| ---------------------------- | --------------------- | ------------------------------------------------------- |
| Miodrag Perunović Jugosławia | Wiktor Sawczenko ZSRR | Markus Intlekofer RFN · Rostislav Osička Czechosłowacja |

### Waga średnia
| Złoto                     | Srebro                   | Brąz                                   |
| ------------------------- | ------------------------ | -------------------------------------- |
| Tarmo Uusivirta Finlandia | Valentin Silaghi Rumunia | László Pem Węgry · Manfred Gebauer NRD |

### Waga półciężka
| Złoto                | Srebro                  | Brąz                                           |
| -------------------- | ----------------------- | ---------------------------------------------- |
| Albert Nikolian ZSRR | Tadija Kačar Jugosławia | Paweł Skrzecz Polska · Georgică Donici Rumunia |

### Waga ciężka
| Złoto                   | Srebro             | Brąz                                         |
| ----------------------- | ------------------ | -------------------------------------------- |
| Jewgienij Gorstkow ZSRR | Werner Kohnert NRD | Ion Cernat Rumunia · Roger Andersson Szwecja |

### Waga superciężka
| Złoto             | Srebro              | Brąz                                        |
| ----------------- | ------------------- | ------------------------------------------- |
| Peter Hussing RFN | Ferenc Somodi Węgry | Jürgen Fanghänel NRD · Choren Indżejan ZSRR |

## Występy Polaków
- Henryk Pielesiak (waga papierowa) wygrał w eliminacjach z José Juarezem (Hiszpania), a w ćwierćfinale przegrał z Dietmarem Geilichem (NRD)
- Henryk Średnicki (waga musza) wygrał w ćwierćfinale z Nurim Eroğlu (Turcja), w półfinale z Aleksandrem Dugarowem (ZSRR) i w finale z Danielem Radu (Rumunia) zdobywając złoty medal
- Władysław Pilecki (waga kogucia) przegrał pierwszą walkę w eliminacjach z Istvánem Dudusem (Węgry)
- Kazimierz Przybylski (waga piórkowa) wygrał w eliminacjach z Francisco Jiménezem (Hiszpania), w ćwierćfinale z Alim Hasetçim (Turcja), a w półfinale przegrał z Wiktorem Rybakowem (ZSRR) zdobywając brązowy medal
- Adam Piwowarski (waga lekka) wygrał w eliminacjach z Emiłem Czuprenskim (Bułgaria), a w ćwierćfinale przegrał z Wiktorem Diemjanienko (ZSRR)
- Kazimierz Szczerba (waga lekkopółśrednia) przegrał pierwszą walkę w eliminacjach z Sierikiem Konakbajewem (ZSRR)
- Aleksander Brydak (waga półśrednia) przegrał pierwszą walkę w eliminacjach z Jenő Danyim (Węgry)
- Jerzy Rybicki (waga lekkośrednia) wygrał w eliminacjach z Detlefem Kästnerem (NRD), a w ćwierćfinale przegrał z Markusem Intlekoferem (RFN)
- Wiesław Niemkiewicz (waga średnia) wygrał w eliminacjach z Bruno Maalemem (Francja), a w ćwierćfinale przegrał z Manfredem Gebauerem (NRD)
- Paweł Skrzecz (waga półciężka) wygrał w ćwierćfinale z Ondrejem Pustaiem (Czechosłowacja), a w półfinale przegrał z Albertem Nikolianem (ZSRR) zdobywając brązowy medal
- Grzegorz Skrzecz (waga ciężka) wygrał w eliminacjach z Hasanem Kayą (Turcja), a w ćwierćfinale przegrał z Jewgienijem Gorstkowem (ZSRR)
- Andrzej Biegalski (waga superciężka) przegrał pierwszą walkę w ćwierćfinale z Chorenem Indżejanem (ZSRR)